# Casa da Maia

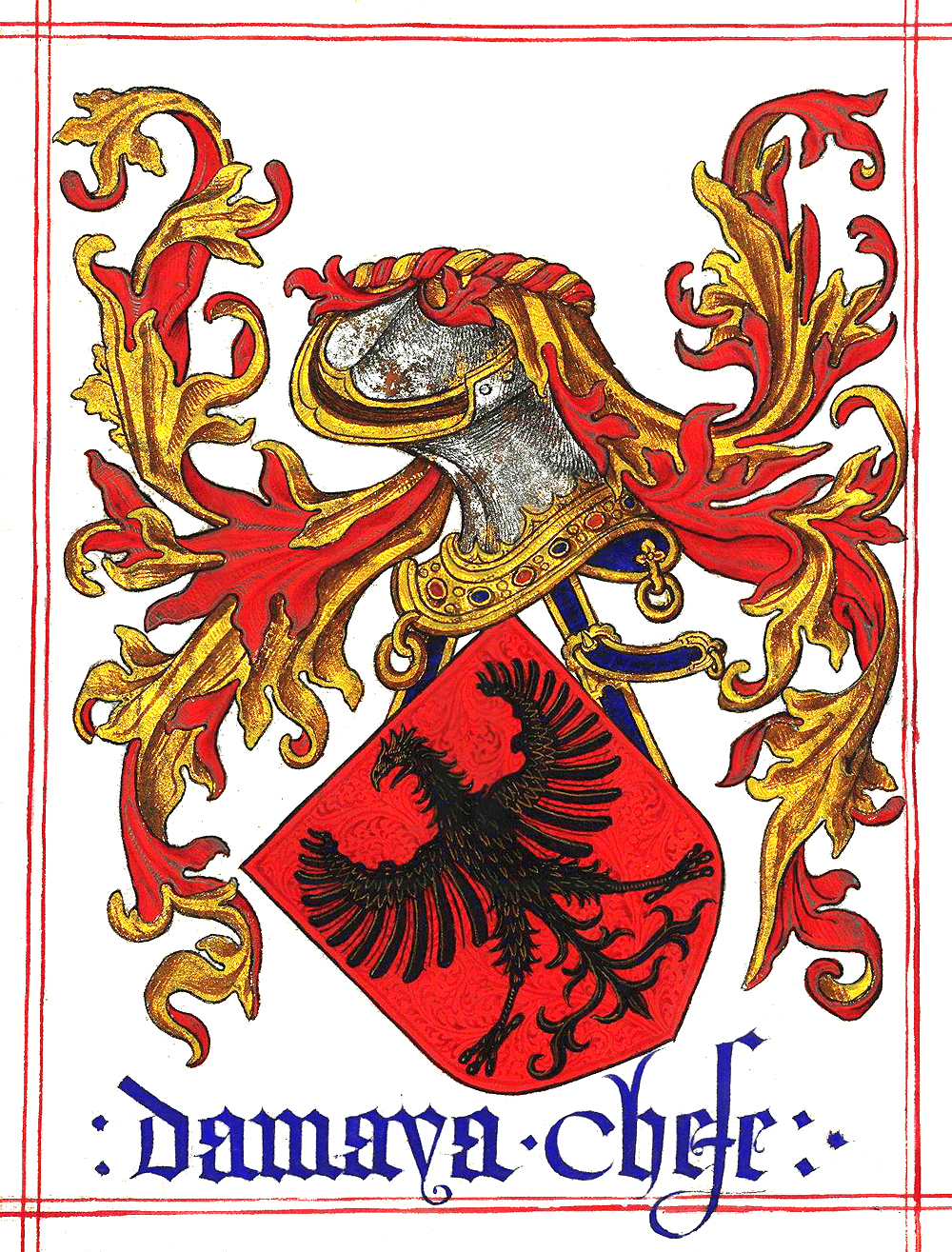
Brasão da Família Maia

A Casa da Maia é uma antiga família nobre de Portugal, que remontaria ao tempo dos Reis visigodos, por volta do século X. Com grandes extensões de terra na região do Entre Douro e Minho, consideram-se descendentes do rei Ramiro II de Leão, de quem seria filho o fundador da linhagem, segundo contam os Livros de Linhagens pela chamada Lenda de Gaia. Tiveram terras que se aproximaram das margens do rio Douro e do rio Cávado, onde a sua dominação foi incontestada por outras famílias até ao século XIII.
Os Mendes de Maia, radicados na região, constituíram uma família que teve grande influência política e militar na Idade Média, acompanhando desde o início o processo de formação de Portugal. Segundo a lenda, o primeiro rei português, Dom Afonso Henriques, foi educado junto à família Maia, que já governava a antiga região da Maia. Na época, a região era governada pelo famoso Cavaleiro Gonçalo Mendes da Maia, que entrou para a história portuguesa pela sua constante luta contra os mouros.

## Brasão da Família Maia
O brasão é constituído por três cores: vermelho, amarelo e preto. Ele tem o fundo vermelho com uma águia estendida de preto e realçada com ouro. Também se encontra uma águia preta ou amarela, emblema da família dos Mendes da Maia, exaltando os valores e feitos guerreiros de Gonçalo Mendes da Maia, significando valentia, bravura e vitória. No timbre do brasão tem-se uma armadura, utilizada por guerreiros e cavalheiros para proteção pessoal.

## História da Família Maia
A história da família Maia começa com Lovesendo Ramires (940 - 1020), nobre da Península Ibérica medieval e infante de Leão, pressuposto filho do rei Ramiro II de Leão (900 - 965) e pai de Aboazar Lovesendes, sendo este um dos primeiros senhores feudais da Maia, governador de entre Douro e Lima e fundador do Mosteiro de Santo Tirso no ano de 978, onde estão enterrados os principais representantes da família.
O filho de Aboazar, Trastamiro Aboazar, é oficialmente considerado o 1º Senhor da Maia.
O descendente de Trastamiro, Gonçalo Trastamires, 2º Senhor da Maia, como a maioria da nobreza da época, tinha as suas atenções voltadas para a Reconquista Cristã, ao Sul, e liderou o exército que conquistou Castelo de Montemor aos mouros, em 14 de outubro de 1034. Aproveitando um momento favorável da reconquista, é provável que tenha libertado do jugo mouro não só este castelo, mas também uma série de povoações no litoral entre os rios Vouga e Mondego, deixando porém Coimbra (perdida após a conquista de 987) ainda sob poder mouro.  Coimbra seria definitivamente conquistada somente trinta anos depois. Morreu no Castelo de Santa Maria de Avioso, em 1038 na peleja contra os mouros comandados por Alboacém, rei de Tânger.
O seu filho foi Mendo Gonçalves da Maia, 3º Senhor da Maia, Conde de Maia. Segundo os Annales Portucalenses Veteres, foi um "Homem ilustre e de grande poder em todo Portugal". A sua presença registra-se entre 1045 e 1065 a presidir pleitos judiciários. Em 1049, 1053 e 1059 acompanhou ao rei Fernando I de Leão. Num julgamento em Palência em 1059, o rei Fernando se referiu a ele como "infançõe de Portugal". Provavelmente, participou na conquista de Coimbra no ano 1064.
O filho deste, Soeiro Mendes da Maia, "o Bom", foi um dos nobres mais importantes do Condado Portucalense na Idade Média. "O mais Poderoso e mais Nobre de todos os portugueses" (Prepotens et nobilissimus omnium Portugalensium), como se refere um documento do Mosteiro de Santo Tirso, foi o protetor da rainha Teresa de Leão e o auxiliar de Henrique de Borgonha.  Soeiro Mendes da Maia desempenhou o papel de governador das terras a Sul de Coimbra alguns anos antes conquistadas aos Mouros, possivelmente em nome do próprio Afonso VI de Leão e Castela, bem como o cargo de representante do Conde D. Henrique na sua ausência.
Os irmãos Soeiro Mendes da Maia, Gonçalo Mendes da Maia e D. Paio Mendes da Maia tiveram um papel marcante no processo de independência de Portugal. O rei D. Afonso Henriques, enquanto jovem, manteve-se no convívio e na familiaridade dos Mendes da Maia. O fato de Paio Mendes da Maia ocupar o cargo de arcebispo de Braga a partir de 1118 constituía um passo importante na pressão sobre a regência de D. Teresa. Soeiro Mendes da Maia teve um papel influente na formação da independência de Portugal tendo se servido da sua posição na corte papal do Papa Alexandre III para finalmente conseguir a aprovação da Bula Manifestis Probatum que reconheceu a independência de Portugal pelo Papado e, consequentemente, por toda a Cristandade.
Em 27 de maio de 1128, foi assinado o documento em que o rei D. Afonso Henriques concedia a D. Paio Mendes da Maia o direito a várias vilas e lugares, isenções e privilégios assim que obtivesse o governo de Portugal, aumentando o atrito entre o Infante e D. Teresa.
Em 24 de junho desse ano, quase um mês depois, travou-se a histórica batalha de S. Mamede, de um lado o exército do Infante e do Arcebispo Paio Mendes da Maia, comandados por Gonçalo Mendes da Maia, "O Lidador", e o exército de D. Teresa e do Conde Fernão de Trava. A vitória dos apoiantes de D. Afonso Henriques levou à expulsão de D. Teresa, à criação do Reino de Portugal e à coroação do Rei D. Afonso I.
Paio Soares da Maia, filho de Soeiro Mendes da Maia, foi Alcaide de Montemor e da Maia e Alferes de Teresa de Leão. Foi um dos filhos de Soeiro Mendes da Maia o Bom e de Gontrodo Moniz.[a] Rico-homem do Reino de Portugal, foi um personagem importante na corte do conde Henrique de Borgonha, mordomo-mor em 1097, Conde de Montemor em 1099 e Conde da Maia em 1110–1128. Também foi o alferes de Teresa de Leão, condessa de Portugal, em 1124. Entre a assunção de ambos os cargos, em 1108, faleceu o seu pai, Soeiro Mendes da Maia. Paio, como filho primogénito, sucedeu ao pai na chefia da família Maia e no governo da terra dos Maias, que se estendia sensivelmente entre os rios Douro ao Ave. Terá sido também Conde em Santarém. Em 1126 a Santa Sé expede uma bula a Gelmires onde ameaça excomungar D. Teresa por esta aprisionar o Arcebispo de Braga. É assim que Paio consegue do Papa a autoridade sobre Viseu, Lamego e Idanha, todas da província de Mérida.
Gonçalo Mendes II da Maia, apelidado O Lidador (c. 1110, Guilhabreu - c. 1139), foi um aristocrata e cavaleiro português. Gonçalo era filho de Mem Soares da Maia, irmão do magnata e chefe da família, Paio Soares da Maia, e de mãe desconhecida. Nascido por volta de 1079, foi uma verdadeira lenda viva de dedicação à pátria. A sua imagem e a sua memória transmitem um enorme incentivo à luta pelas causas justas de todas as gerações. A sua bravura e carácter forjaram grande afinidade espiritual com D. Afonso Henriques. Juntos, lutaram para formar um reino independente. Primeiro contra sua mãe D. Teresa, próxima dos galegos, depois contra hegemonias religiosas, depois ainda contra os Mouros, ao sul do País. Terá sido a vontade férrea de Gonçalo da Maia e suas inúmeras e épicas conquistas no campo de batalha que acabaram por lhe granjear o cognome de «O Lidador». Sua coragem e audácia foram também o motivo do título.
A 25 de julho de 1139, Afonso Henriques travou contra os muçulmanos uma das mais decisivas batalhas, e obteve uma das suas mais emblemáticas vitóriasː a Batalha de Ourique. Gonçalo teria também participado nessa batalha, e esteve presente na reunião, na igreja de Almacave, onde Afonso Henriques foi oficialmente proclamado rei pelo seu exército.

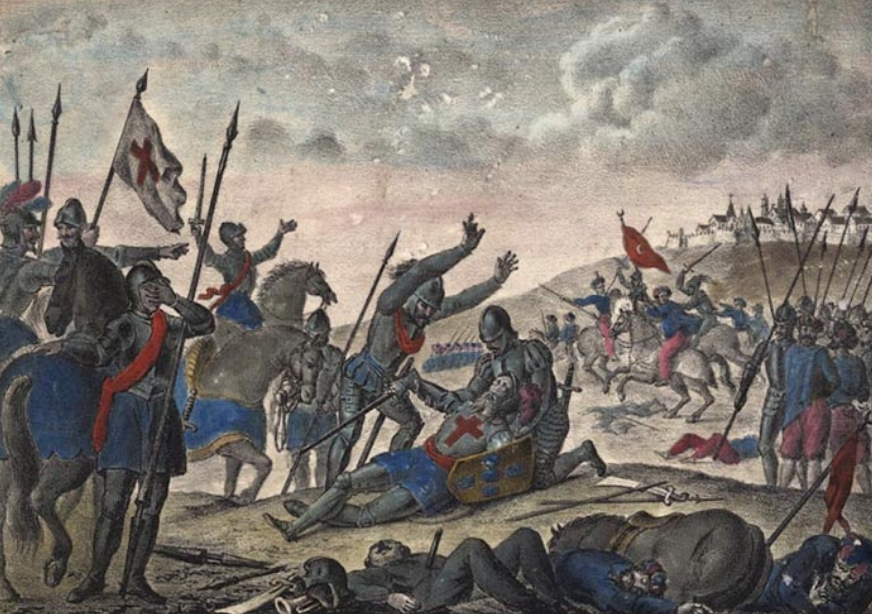
Morte de Gonçalo Mendes da Maia

Segundo a lenda popular, no dia em que comemorava 91 anos, Gonçalo Mendes decidiu comemorar seu aniversário realizando uma proeza digna de um cristão: reconquistar as terras dos invasores mouros. Ele foi alertado pelo cavaleiro Mem Moniz que os mouros tinham um número maior de soldados, e questionou se seria uma boa ideia. O Lidador mostrou sua coragem, e disse que apenas aqueles que a tinham também deveriam segui-lo. Estava na frente da batalha contra os muçulmanos em Beja, que estava a correr mal para o lado português. Juntando um grupo de combatentes, atacou o inimigo. Este, ao ver um soldado envelhecido atacar com a força de um jovem, julgaram-se perante um ato mágico, o que lhes diminuiu o moral. Assim, um dos maiores líderes muçulmanos decidiu enfrentar Gonçalo Mendes, na esperança de reconquistar o moral das suas tropas. Apesar de gravemente ferido, Gonçalo Mendes conseguiu derrotar o seu adversário, com efeitos demolidores, pois o exército muçulmano, sem líder, desorganizou-se. Assim, mil soldados mouros fogem dos 70 portugueses porque seus líderes morrem, pelo que as tropas portuguesas conseguiram ganhar a batalha, mas Gonçalo terá sucumbido aos ferimentos. Este ato heróico é ainda hoje celebrado e a cidade da Maia é conhecida como a cidade do Lidador.
O escritor português Alexandre Herculano recriou a morte do herói em páginas de uma grandeza épica incomparável.
A família da Maia, conjuntamente com as famílias de Sousa, de Baião, Ribadouro e de Bragança, fez parte do grupo prestigiado de nobres associados aos primórdios da nacionalidade. O Conde D. Pedro (filho de D. Dinis e 3º Conde de Barcelos) no seu “Livro de Linhagens” consagra especial importância à família da Maia.
Com descendentes também no Brasil, segundo jornais do país, Os Maias estão entre as 10 famílias políticas mais poderosas do Brasil. A família tem nomes bastante conhecidos na política nacional, como o senador pelo Rio Grande do Norte, José Agripino Maia. O ex-prefeito do Rio de Janeiro, César Maia, é primo em primeiro grau de Agripino, e o atual presidente da Câmara dos Deputados, Rodrigo Maia, é filho de César Maia e primo em segundo grau de Agripino. Há também Tarcísio Maia, ex-governador do Rio Grande do Norte e João Agripino de Vasconcelos Maia Filho, ex-governador da Paraíba. Segundo o cientista político Ricardo Costa Oliveira, que estuda a presença das famílias no poder, seria preciso mais de uns 3 parágrafos para citar todos os integrantes da família Maia que ocupam cargos públicos em todo o Brasil.

## Títulos de Nobreza, Morgados e Senhorios[10]
- Barões de Araújo Maia
- Condes de Maia
- Barões de Camocim
- Barões de Matosinhos
- Barões de Mota Maia
- Condes de Mota Maia
- Condes de São João de Ver
- Morgados de Faria
- Senhores da Maia
- Senhores da Trofa
- Senhores de Entre Douro e Minho
- Viscondes de Faria e Maia
- Viscondes de Mota Maia

## Alguns descendentes ilustres

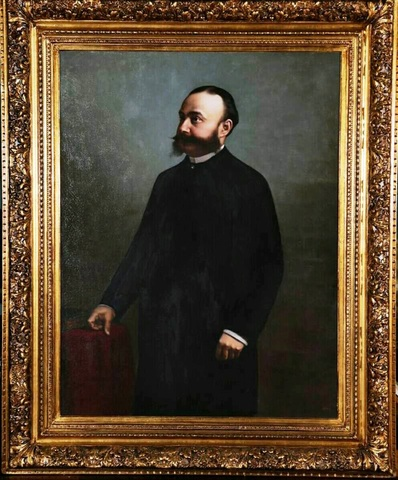
Geminiano Maia, Barão de Camocim

Geminiano Maia, Barão de Camocim  foi um empresário brasileiro. Em 1881, foi nomeado cônsul na Bolívia e, em 1889, vice-cônsul da Rússia no Ceará. Filantropo, tem seu nome inscrito entre os dos protetores de vários estabelecimentos de caridade da antiga província.
Martim Soares de Baguim, poeta medieval.
Martim Martins da Maia, Mestre da Ordem dos Templários (1242-1244).

## Senhores e Condes da Família Maia

### Casa da Maia
- Abu-Nazr Lovesendes (960 -?), fundador dos Maias
- Trastamiro Aboazar (980 -?), 1º senhor da Maia
- Gonçalo Trastamires (ca. 1000 - Avioso, Maia, 1 de Setembro de 1038)
- Mendo Gonçalves (c. 1020 – 26 de Novembro de 1065,[12])
- Soeiro Mendes, O Bom (morto entre 1103 e 1108)
- Paio Soares (morto em 1129)
- Pedro Pais, O Alferes (Antes de 1147 - 1198)
- João Pires, (1180 - depois de 1226)

O Senhorio da Maia não passa para a descendência dos irmãos de João Pires, mas para o genro deste, Gil Martins de Riba de Vizela

### Senhores de Trofa
- Martim da Maia (c. 1350–1434), c.c. Ana Afonso de Lançós, filha de D. Florência Antónia de Lanços e D. Richard de Teyve, neto de Ricardo, 1.º Conde da Cornualha[13]
- Álvaro Gonçalves da Maia (c. 1380–1449)
- Fernão Álvares da Maia (c. 1410–1476)
- João Gonçalves da Maia (c. 1450–1500)

#### Com residência em Guimarães
- Martim Vasques da Maia (c. 1470–1520)
- Fernão Ferreira da Maia (1492–1548)
- D. Senhorinha Fernandes Ferreira da Maia (1520–1580)
- Manuel Álvares da Maia (1540–1586)
- D. Ana Manuel da Maia (1580–1640)
- D. Francisca Dias Ferreira da Maia (c. 1600–1656)
- D. Maria Ferreira da Maia (1630–1690)
- D. Ana Rodrigues Ferreira da Maia (1670–1720)

## Genealogia dos primeiros Senhores da Casa da Maia
- D. Aboazar Lovesendes (da Maia) (fl.978), pressuposto neto de Ramiro de Leão, c.c. Unisco Godins (?)
  - D. Trastamiro Aboazar da Maia (980?-?), c.c. Dórdia Soares
    - D. Gonçalo Trastamires da Maia (c.1000 - Avioso, Maia, 1 de setembro de 1038), c.c. Unisco Sisnandes (fl.1045)
      - D. Mendo Gonçalves da Maia (c. 1020 – 26 de novembro de 1065), c.c. D. Leodegúndia Soares Velho, A Tainha
        - D. Soeiro Mendes I da Maia, O Bom (1060-1108), c.c. Gontrode Moniz (antes de 1100-depois de 1105)
          - D. Paio Soares da Maia (antes de 1094-depois de 1129), c.c. D. Châmoa Gomes de Pombeiro (barregã de Afonso Henriques)
            - D. Pedro Pais da Maia, O Alferes (antes de 1147-depois de 1186), c.c. 1) D. Elvira Viegas de Ribadouro; 2) barregã
              - 1) D. João Pires da Maia, c.c. D. Guiomar Mendes de Sousa
                - D. Maria Anes da Maia, c.c. D. Gil Martins de Riba de Vizela
                - D. Teresa Anes da Maia, c.c. D. Fernão Anes de Lima
                - D. Elvira Anes da Maia (c.1210-1258), c.c. D. Rui Gomes de Briteiros

              - 1) D. Martim Pires da Maia, O Jami, c.c. D. Teresa Martins I de Riba de Vizela
                - D. Martim Martins da Maia, Mestre da Ordem do Templo
                - D. João Martins da Maia, O Abana c.c. D. Teresa Pires II de Bragança
                  - D. Martim Anes da Maia
                  - D. Aldonça Anes da Maia, barregã de Afonso III de Portugal, c.c. D. Gil Vasques II de Soverosa

                - D. Estêvão Martins da Maia
                - D. Elvira Martins da Maia, c.c. D. Pero Nunes Barbosa
                - D. Guiomar Martins da Maia
                - D. Fernão Martins da Maia
                  - D. Gomes Fernandes da Maia
                  - D. Monio Fernandes da Maia (antes de 1285-antes de 1334), c.c.?
                    - D. Estêvão Moniz da Maia (antes de 1324-depois de 1369), c.c. Guiomar Esteves
                    - D. Gonçalo Moniz da Maia (?-antes de 1332)
                      -  ? Gonçalves da Maia

                    - D. Martim Moniz da Maia
                    - D. Rui Moniz da Maia (?-antes de 1332), da barregã Maria Dominguesː
                      - D. Paio Rodrigues da Maia, c.c. Maria Lourenço
                        - D. Estêvão Rodrigues da Maia
                        - D. Maria Rodrigues da Maia, c.c. D. Afonso Esteves Velho

                      - D. Estêvão Rodrigues da Maia (?-depois de 1324), legitimado 1320
                      - D. Gonçalo Rodrigues da Maia, legitimado 1320

                  - D. Paio Fernandes da Maia (antes de 1288-antes de 1334)
                    -  ? Pais da Maia

              - 1) D. Soeiro Peres da Maia, teve descendência por barreganiaː
                - D. Martim Soares I da Maia O de Canelas, c.c. ? Fernandes de Canelas - Maia-Canelas
                - D. Martim Soares II da Maia O Narizes, c.c. D. Maria Rodrigues de Baguim - Maia-Baguim
                - D. João Soares da Maia O Veloso, c.c. Maria Soares - Maia-Gaia
                - D. Fernão Soares da Maia
                - D. Elvira Soares II da Maia, c.c. Martim Penda[14]
                - D. Maria Soares II da Maia, c.c. D. Soeiro Pires Pacheco

              - 1) D. Teresa Pires da Maia[15]
              - 1) D. Sancha Pires da Maia, c.c. Fernão Osores[15]
              - 1) D. Urraca Pires da Maia, c.c. D. Pedro Anes da Nóvoa[15]
              - 2) D. Ximena Pires da Maia, c.c. Diogo Dias de Coimbra[16]

            - D. Paio Pais da Maia, O Zapata (antes de 1150-1163)
            - D. Ximena Pais da Maia, c.c. D. Gonçalo Pais de Toronho, Curvo

          - D. Mendo Soares da Maia (antes de 1098-depois de 1104), c.c.?
            - D. Soeiro Mendes II da Maia (antes de 1109-depois de 1128), c.c. D. Elvira Pais de Barbosa (?)
            - D. Gonçalo Mendes II da Maia O Lidador (antes de 1110-depois de 1159), c.c. Gontinha Guterres (antes de 1110-depois de 1143)
            - D. Goina Mendes da Maia (antes de 1116-depois de 1130), c.c. D. Mendo Moniz de Ribadouro
            - D. Elvira Mendes da Maia, c.c. Enego Pais
              - D. Pedro Enegues Roxo, notário de Afonso Henriques

            - D. Paio Mendes da Maia, provável filho, Arcebispo de Braga (1118-1137)

          - D. Godo Soares da Maia (antes de 1099 - depois de 1133), c.c. Paio Peres de Paiva
          - D. Aurovelido Soares da Maia (?-antes de 1098)

        - D. Gonçalo Mendes I da Maia (antes de 1068-depois de 1110), c.c. Urraca Teles
        - D. Dórdia Mendes da Maia, c.c. Paio Guterres
        - D. Maior Mendes da Maia, devota?

      - D. Ermesenda Gonçalves da Maia
      - D. Gontinha Gonçalves da Maia, c.c. D. Egas Gomes de Sousa
      - D. Toda Gonçalves da Maia (?-antes de 1047), c.c. D. Paio Gonçalves de Marnel
      - D. Gontrode Gonçalves da Maia (?-antes de 1114), c.c. D. Honorico Gonçalves de Marnel

    - D. Unisco Trastamires da Maia (antes de 1045-depois de 1081), c.c. (1040) D. Monio Viegas II de Ribadouro
    - D. Ermesenda Trastamires da Maia
    - D. Fernando Trastamires da Maia

  - D. Ermígio Aboazar da Maia, c.c. Vivilide Trutesendes
    - D. Adosinda Ermiges da Maia, c.c. D. Pelaio Guterres da Silva
    - D. Toda Ermiges da Maia (antes de 1044-depois de 1071), c.c. 1) D. Egas Moniz I de Ribadouro; 2) Pedro Trutesendes de Baião

  - D. Fromarico Aboazar da Maia, O Cid (?), c.c. ?
    - D. Teoderedo Fromarigues da Maia, O Cid (antes de 1036 - depois de 1070), c.c. Vistrégia (antes de 1036 - depois de 1069)
      - D. Ausenda Todereis da Maia, (fl.1092), c.c. D. Nuno Soares Velho
      - D. Anímia Todereis da Maia (fl.1061)

  - D. Lovesendo Aboazar da Maia, c.c. ?, filha de Ègica Honoriques
  - D. Ausenda Aboazar da Maia (1000-?), c.c. Piniolo
    - D. Toderio Pinioliz (?-c.1092?)
    - D. Trastina Pinioliz (antes de 1008-depois de 1046), c.c. Ederónio Alvites (antes de 990-depois de 1016)
    - D. Sancha Pinioliz (fl.1046), c.c. D. Pedro Viegas de Ribadouro
    - D. Garcia Pinioliz (antes de 1052-depois de 1083), c.c. Leodegúndia Bermudes (antes de 1052-depois de 1083)
      - D. Piniolo Garcia (antes de 1069-depois de 1095)
      - D. Gontrode Garcia (antes de 1030-depois de 1100), c.c. Trutesendo Guterres (antes de 1030-depois de 1109)
      - D. Sancha Garcia (antes de 1093-depois de 1099)
      - D. Trastina Garcia Vitadomna (antes de 1032-depois de 1090)

### Linhagem Maia-Canelas
- D. Martim Soares I da Maia O de Canelas, c.c. ? Fernandes de Canelas
  - D. Maria Martins de Canelas, c.c. D. Fernão Martins Leitão
  - D. Durão Martins de Canelas
  - D. Rui Martins de Canelas, c.c. Maria Mateus do Porto
    - D. Martim Rodrigues de Canelas, c.c. 1) Margarida Mendes, 2) Domingas Anes
      - 1) D. Branca Martins de Canelas, c.c. D. Gonçalo Pires de Lobão
      - 2) D. Inês Martins de Canelas

### Linhagem Maia-Baguim
- D. Martim Soares II da Maia O Narizes, c.c. D. Maria Rodrigues de Baguim
  - D. Martim Martins de Baguim Alvelo
  - D. Mor Martins de Baguim, c.c. D. Martim Vasques Mogudo de Sandim
  - D. Teresa Martins de Baguim, c.c. D. Vicente Martins Curutelo, D. Martim Pires de Podentes
  - D. Pedro Martins de Baguim
  - D. Urraca Martins de Baguim
  - D. Maria Martins I de Baguim, c.c. Gonçalo Godins

### Linhagem Maia-Gaia
- D. João Soares da Maia O Veloso, c.c. Maria Soares
  - D. João Anes de Gaia, c.c. ?
    - D. Estêvão Anes de Gaia, c.c. Teresa Miguéis de Guimarães
      - D. João Esteves I de Gaia

    - D. Martim Anes II de Gaia, c.c. Catarina Fernandes
      - D. Estêvão Martins de Gaia, c.c.?
        - D. Martim Esteves de Gaia
        - D. João Esteves II de Gaia, c.c. Sancha Martins Alão

      - D. Vicente Martins de Gaia
      - D. João Martins de Gaia
      - D. Afonso Martins de Gaia
      - D. ? Martins de Gaia, c.c. Francisco Anes

  - D. Martim Anes I de Gaia